# مبرهنة بيرون-فروبانيوس
في الجبر الخطي، مبرهنة بيرون-وفروبانيوس (بالإنجليزية: Perron–Frobenius theorem)‏ هي مبرهنة تتعلق بنظرية المصفوفات. هي من اكتشاف أوسكار بيرون وجورج فروبنيوس.
تنص المبرهنة على أن لمصفوفة مربعة A ذات مداخل حقيقية موجبة (أي أن كل مداخلها أكبر أو تساوي صفرا)، قيمة ذاتية حقيقية قصوى وحيدة وأنه من الممكن اختيار المتجهة الذاتية المرتبطة بها حيث تكون جميع إحداثيات هذه المتجة موجبة قطعا.
وإذا كانت A غير قابلة للاختزال irreducible أي أن مخطط A شديد التوصيل (the graph of A is strongly connecteted) فإنه توجد أكبر من صفر ويوجد متجه ذاتي وحيد يسمى متجه برون فروبانيوس الذاتي قيمته المطلقة واحد وموجب أي كل عناصره أكبر من الصفر. في هذه الحالة يكون ما يلي:
- كل القيم الذاتية الأخرى للمصفوفة A في قيمتها المطلقة أصغر من القيمة الذاتية المذكورة أعلاه أو تساويها.
- القيمة الذاتية المذكورة أعلاه ذات تكرر جبري وهندسي يساوي 1 (algebraic and geometric multiplicity 1)
- كل الأشعة الذاتية الأخرى هي عبارة عن عدد مضروب في شعاع برون فروبانيوس كما يمكن القول أنه إذا كانت المصفوفة منتظمة (regular) فإن القيم الذاتية الأخرى حتما أصغر من القيمة الذاتية التابعة لشعاع برون فروبانيوس.

## استعمالات المبرهنة
- سلاسل ماركوف